# Liste der Monuments historiques in Montcornet (Ardennes)
Die Liste der Monuments historiques in Montcornet führt die Monuments historiques in der französischen Gemeinde Montcornet auf.

## Liste der Immobilien
| Bezeichnung          | Beschreibung                                                            | Standort                 | Kennzeichnung | Schutzstatus | Datum | Bild           |
| -------------------- | ----------------------------------------------------------------------- | ------------------------ | ------------- | ------------ | ----- | -------------- |
| Château de Motcornet | Ruine einer Höhenburg aus dem 11. oder 12. Jahrhundert, 1766 entfestigt | Place Terre Cadet (Lage) | PA00078463    | Inscrit      | 1926  | weitere Bilder |

## Liste der Objekte
| Bezeichnung                      | Beschreibung                                                 | Standort                           | Kennzeichnung | Schutzstatus | Datum | Bild |
| -------------------------------- | ------------------------------------------------------------ | ---------------------------------- | ------------- | ------------ | ----- | ---- |
| Skulptur Madonna mit Kind        | Holz, farbig gefasst und vergoldet, 18. oder 19. Jahrhundert | in der Kirche Ste-Madeleine (Lage) | PM08000310    | Classé       | 1964  |      |
| Skulptur Heilige Maria Magdalena | Holz, farbig gefasst, 15. Jahrhundert                        | in der Kirche Ste-Madeleine (Lage) | PM08001273    | Inscrit      | 1993  |      |